# Strophopoda aprica
Strophopoda aprica är en insektsart som beskrevs av Van Duzee 1921. Strophopoda aprica ingår i släktet Strophopoda och familjen ängsskinnbaggar. Inga underarter finns listade i Catalogue of Life.